# Хрватска на Европском првенству у атлетици у дворани 2017.
Хрватска је учествовала  на 34. Европском првенству у дворани 2017 одржаном у Београду, Србија, од 3. до 5. марта. Ово дванаесто Европско првенство у дворани од 1994. године од када Хрватска учествује самостално под овим именом. Репрезентацију Хрватске представљало је 8 спортиста (5 мушкараца и 3 жена) који су се такмичили у 6 дисциплине (4 мушке и 2 женске).
На овом првенству представници Хрватске нису освојили ниједну медаљу, али су оборили два национална и један лични рекорд. У табели успешности према броју и пласману такмичара који су учествовали у финалним такмичењима (првих 8 такмичара) Хрватска је са 3 учесника у финалу заузела 26. место са 8 бода, од 36 земље које су имале представнике у финалу. Укупно је учествовало 49 земаља.
| Пл. | Земља    | 1. место | 2. место | 3. место | 4. место | 5. место | 6. место | 7. место | 8. место | Бр. фин. Бод. |
| --- | -------- | -------- | -------- | -------- | -------- | -------- | -------- | -------- | -------- | ------------- |
| 26. | Хрватска | –        | –        | –        | –        | 1 – 4    | –        | 2 - 4    | –        | 3 - 8         |

## Учесници
| Мушкарци: - Звонимир Ивашковић — 60 м - Матео Ружић — 400 м - Иван Хорват — Скок мотком - Стипе Жунић — Бацање кугле - Филип Михаљевић — Бацање кугле | Жене: - Андреа Иванчевић — 60 м препоне - Ивана Лончарек — 60 м препоне - Ана Шимић — Скок увис |  |

## Резултати

### Мушкарци
| Атлетичар          | Дисциплина   | Лични рекорд | Квалификације | Квалификације | Полуфинале            | Полуфинале            | Финале                | Финале       | Детаљи |
| Атлетичар          | Дисциплина   | Лични рекорд | Резултат      | Место         | Резултат              | Место                 | Резултат              | Место        | Детаљи |
| ------------------ | ------------ | ------------ | ------------- | ------------- | --------------------- | --------------------- | --------------------- | ------------ | ------ |
| Звонимир Ивашковић | 60 м         | 6,67         | 6,79          | 6. у гр. 3    | Нису се квалификовале | Нису се квалификовале | Нису се квалификовале | 18 / 26      |        |
| Матео Ружић        | 400 м        | 46,74        | 47,66         | 3. у гр. 2    | Нису се квалификовале | Нису се квалификовале | Нису се квалификовале | 16 / 24 (28) |        |
| Иван Хорват        | Скок мотком  | 5,76 НР      |               |               |                       |                       | 5,75                  | 7 / 11 (12)  |        |
| Стипе Жунић        | Бацање кугле | 21,11 НР     | 20,52 КВ      | 5.            |                       |                       | 21,04 ЛРС             | 5 / 23       |        |
| Филип Михаљевић    | Бацање кугле | 20,87        | 19,94         | 12.           | Није се квалификовао  | 12 / 23               |                       |              |        |

### Жене
| Атлетичарka      | Дисциплина   | Лични рекорд | Квалификације   | Квалификације   | Полуфинале            | Полуфинале            | Финале                | Финале                | Детаљи |
| Атлетичарka      | Дисциплина   | Лични рекорд | Резултат        | Место           | Резултат              | Место                 | Резултат              | Место                 | Детаљи |
| ---------------- | ------------ | ------------ | --------------- | --------------- | --------------------- | --------------------- | --------------------- | --------------------- | ------ |
| Андреа Иванчевић | 60 м препоне | 7,91 НР      | Није стартовала | Није стартовала | Није се квалификовала | Није се квалификовала | Није се квалификовала | Није се квалификовала |        |
| Ивана Лончарек   | 60 м препоне | 8,06         | 8,12 кв         | 4. у гр. 4      | 8,20                  | 6. у гр. 1            | Није се квалификовала | 10 / 22 (27)          |        |
| Ана Шимић        | Скок увис    | 1,95         | 1,90 кв         | 2.              |                       |                       | 1,89                  | 7 / 21                |        |